# Johan Falkberget

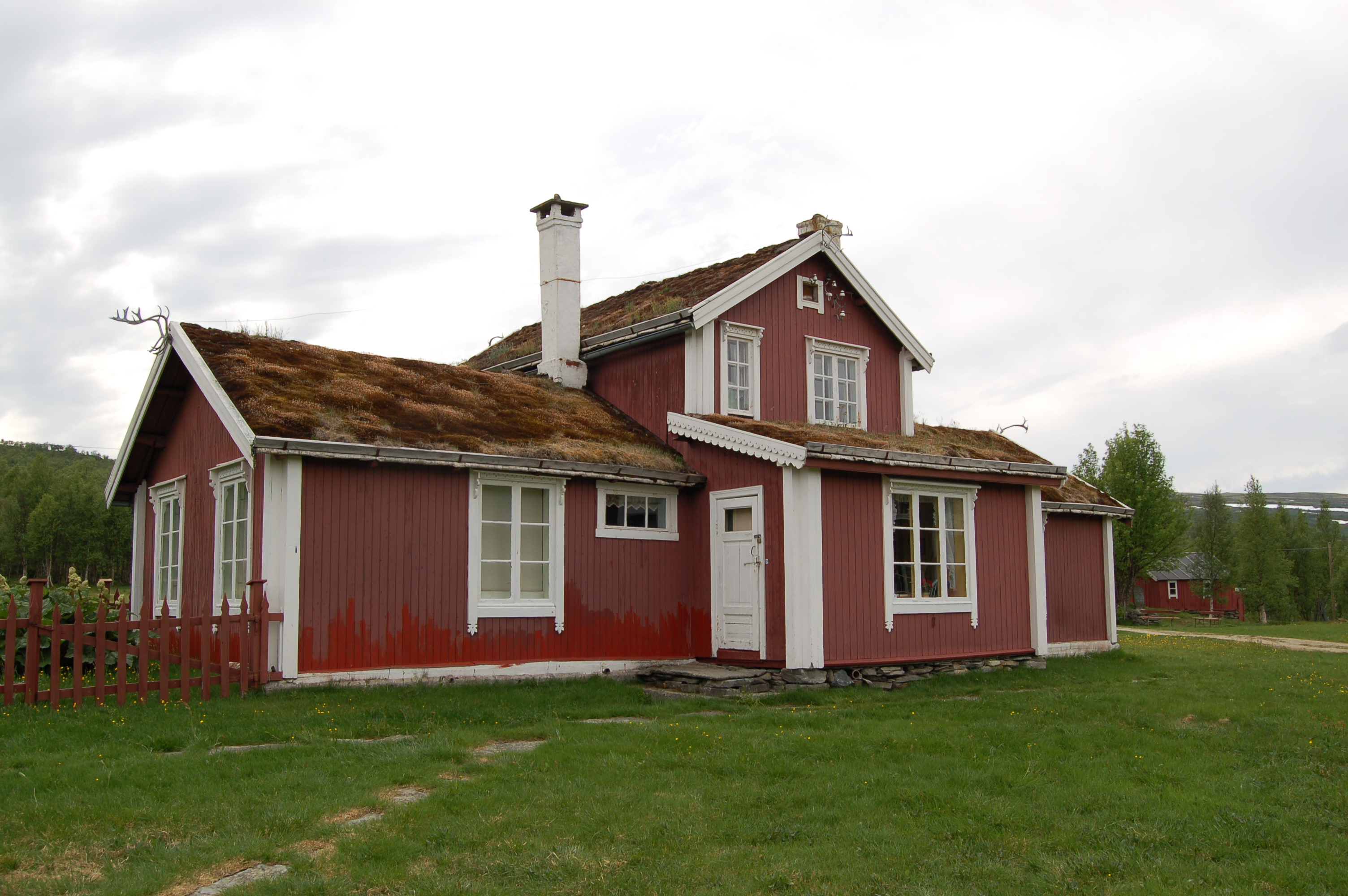
Dom rodzinny

Johan Falkberget (właśc. Johan Petter Lillebakken, ur. 30 września 1879 w gospodarstwie Falkberget koło Røros, zm. 5 kwietnia 1967 w Røros) – norweski pisarz i polityk.

## Życiorys
Pochodził z rodziny górniczej. Od ósmego roku życia pracował w kopalni miedzi jako górnik. Zawód ten porzucił w 1906 ze względu na bardzo zły stan zdrowia, spowodowany wykonywaną pracą. Działał potem jako dziennikarz i publikował przede wszystkim w prasie robotniczej. Jako jeden z nielicznych pisarzy skandynawskich z radością przyjął wybuch rewolucji październikowej w Rosji.  
Od 1922 pracował we własnym gospodarstwie rolnym. Od 1931 do 1933 był posłem z ramienia Partii Robotniczej (wybrany został w rodzinnym okręgu Røros). W tym okresie oddawał się coraz bardziej pracy pisarskiej, osiągając z tego tytułu coraz wyższe dochody i uzyskując stopniowo rosnącą popularność.  
W swojej twórczości od około 1907 poruszał zagadnienia związane z życiem ludzi pracy, idealizując bohaterów robotniczych, w tym tzw. rallarów, czyli budowniczych kolei, górników miedziowych, hutników, jak również obieżyświatów, włóczęgów, w tym z Saksonii, Hesji i Szwecji. Wcześniej pisał opowiadania osadzone w realiach wiejskich, nacechowane romantyzmem i sentymentalizmem: Kiedy nadchodzi wieczór życia (Naar livskvelden kjem, 1902), Bjarne Vaarsus (1904) i Uglevatn (1906). Jego pierwszą powieścią górniczą były Czarne góry (Svarte fjerde) z 1907. Kolejne związane z tą tematyką, to: opowiadanie Odstrzał (Mineskudd, 1907) oraz powieści – Nad wiecznym śniegiem (Ved den evige sne, 1908), Wilcze góry (Vargfjeldet, 1910) i Trzaskająca zima (Fimbulvinter, 1911). W twórczości tej umiał stworzyć realistyczny wizerunek życia robotników na dalekiej, norweskiej północy. Interesował go głównie sam robotniczy bohater, portretowany na romantyczny sposób, ukazywany jako osobnik bohaterski, rycerski, buntowniczy i odważny. Nie interesowały go natomiast zagadnienia walki klasowej. Robotnik Falkbergeta rozumiał swą nędzę i beznadziejne położenie jako element tradycji, z którą należy się mierzyć i ją przezwyciężać. W 1914 wydał powieść Z roku władyków (Av jarleaet), gdzie wypowiedział się również przeciwko urbanizacji, którą postrzegał jako zjawisko demoralizujące, w czym zbliżył się nieco do stanowiska Knuta Hamsuna, jednak w odróżnieniu od niego uważał, że można miasto zmienić na bardziej ludzkie.  
Postać Johna Jernblaastra, człowieka wyrwanego ze wsi i skazanego na życie w mieście przedstawił w powieści Ofiara całopalna (Braendoffer, 1918). Otwartość, naturalizm i gwałtowność tego dzieła w wielu aspektach zbliżona jest do norweskiego pisarstwa lat 80. XX wieku (Hans Jæger, Christian Krohg, Amalie Skram). 
Oprócz pisarstwa realistycznego pisał też popularne utwory historyczne. W 1913 wydał Eli Sjursdotter, gdzie podjął wątek przejścia wojsk Karola XII przez góry graniczne w 1719 (III wojna północna). W 1918 wydał powieść Słońce (Sol), która była przygotowaniem do wielkich fresków historycznych, w których historia była głównie tłem dla ukazania namiętności, problemów psychologiczno-moralnych, obyczajowych, czy religijnych. Pierwszą jego wielką powieścią historyczną była Czwarta nocna wachta (Den fjerde nattevakt) z 1923, opisująca losy pastora Benjamina Sigismunda i Gunhildy Bonde – łącząca ich pożądanie, pokorę i tęsknotę za uciechami. Rozgłos w Europie przyniosła mu sześciotomowa trylogia Christianus sextus z lat 1927–1935, wydana w wersji skróconej w 1940. Jest ona dziełem przedstawiającym losy górników okręgu Røros w XVIII wieku. Opinia publiczna oraz krytyka była pod wrażeniem plastyczności i rozległości ujęcia tematu. Pisarz ukazał szeroki obraz społeczeństwa norweskiego wraz z jego rozwarstwieniem i problemami rozwoju technicznego. Kolejne tomy to: Pierwsi czeladnicy (De første gesseler, 1927) – odkrycie rudy miedzi i otwarcie kopalni, Pod znakiem młota (I hammerens tegn, 1931) – losy siostrzenicy jednego z górników oraz Strażnik wieży (Tårnvekteren, 1935) – losy ludzi zakładających osadę górniczą.  
Podczas II wojny światowej wyemigrował do Szwecji, by wkrótce powrócić z powrotem do Norwegii, gdzie mimo nacisków ze strony quislingowców, nie przystąpił do obozu kolaboracyjnego. Rozpoczął w tym czasie pracę nad najbardziej dojrzałym dziełem w swojej karierze – tetralogią Chleb nocy (Nattens brød). Składała się ona z powieści An-Magritt (1940) oraz tomów: Pług (Plogjernet, 1946), Johannes (1952) i Drogi miłości (Kjaerlighets veier, 1959). Wszystkie jego powieści historyczne charakteryzuje brak fabularnej całości na rzecz mozaiki różnych drobnych epizodów szkiców i wydarzeń, pomiędzy którymi porusza się narrator. 
Falkberget był jednym z współtwórców nowoczesnego, literackiego języka norweskiego, do którego importował liczne elementy dialektu plebejskiego nynorsk. Nie był uważany za komunistę lub rewolucjonistę, a raczej za człowieka nacechowanego socjaldemokratycznym doświadczeniem młodości podbudowanym skandynawską, protestancką tradycją wiejską.  